# Potentilla tephroserica
Potentilla tephroserica är en rosväxtart som beskrevs av Sergei Vasilievich Juzepczuk. Potentilla tephroserica ingår i Fingerörtssläktet som ingår i familjen rosväxter. Inga underarter finns listade i Catalogue of Life.